# Damjan Trifković
Damjan Trifković (sinh 22 tháng 7 năm 1987 ở Velenje) là một cầu thủ bóng đá Slovenia thi đấu ở vị trí tiền vệ cho Rudar Velenje.